# Paul Adrian Racey
Paul Adrian Racey (* 7. Mai 1944 in Wisbech) ist ein Biologe und emeritierter Hochschullehrer. Von 1993 bis 2009 war Racey Regius Professor of Natural History an der University of Aberdeen. Raceys Nachfolger wurde Christopher John Secombes fünf Jahre, nachdem Racey in den Ruhestand gegangen war.
Racey wurde bekannt als „Batman“ (Fledermausmann) und nach ihm benannt wurde die auf Madagaskar beheimatete Racey-Zwergfledermaus. Schon früh engagierte sich Racey für den Schutz von Fledermäusen und leitete von 1992 bis 1996 den Bat Conservation Trust, eine gemeinnützige britische Organisation zum Schutz der Fledermäuse.

## Werdegang

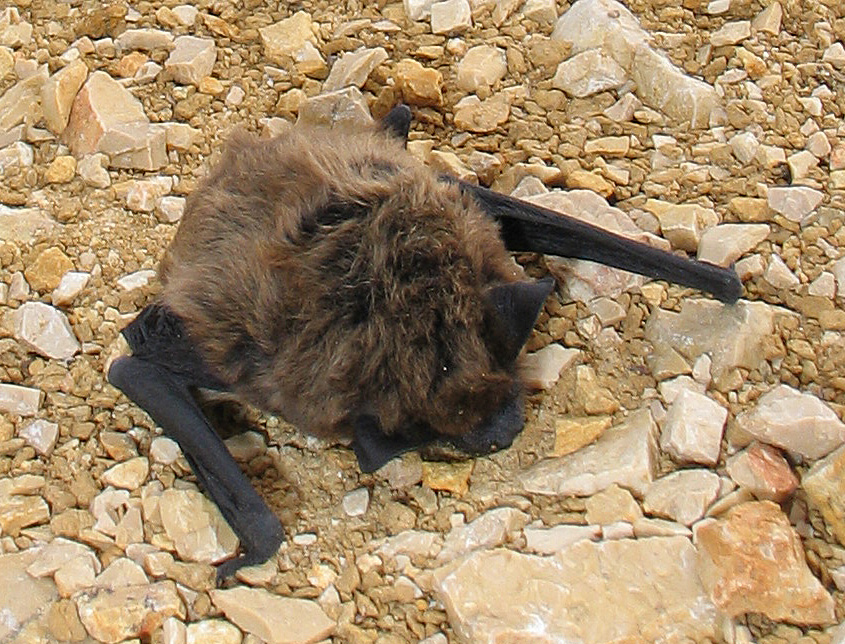
Durch Windkraftanlage getötete Alpenfledermaus

Racey besuchte das Ratcliffe College und studierte dann am Downing College der University of Cambridge und schloss 1965 mit B. A. ab. Er assistierte für ein Jahr in einer Bienenforschungsstelle und wechselte 1966 an das Wellcome Institute for Comparative Physiology, wo er bis 1971 wirkte. 1967 folgte der M. A. an der University of Cambridge. 1971 arbeitete Racey für die Ford Foundation in der Unit for Reproductive Biology der University of Liverpool. 1972 wurde Racey an der University of London mit einer Arbeit über Reproduktionsbiologie promoviert.
Racey engagiert sich nicht nur in der Erforschung von Fledermäusen, sondern auch für Tierschutz. Seine Arbeiten greifen durchaus auch aktuelle Probleme auf und suchen nach praktikablen Lösungen, beispielsweise der Verwendung von Kleinradargeräten, um Fledermäuse am Einflug in den Rotorenbereich von Windkraftanlagen zu hindern. Er ist Gründungsmitglied des Bat Conservation Trust, saß im Vorstand der IUCN SSC Chiroptera SG und verschiedener anderer Naturschutzorganisationen.
Frisch promoviert wechselte Racey 1973 als Dozent, von 1980 bis 1985 als Senior Lecturer und ab 1985 als Professor an die University of Aberdeen. 1983 ehrte ihn die University of Aberdeen mit einem D.Sc. 1993 wurde Racey in der Nachfolge von George Mackenzie Dunnet auf die Regius Professur berufen.
2007 übernahm Racey auch eine Gastprofessur an der University of Exeter.

## Ehrungen
1992 wurde Racey zum Fellow der Royal Society of Edinburgh gewählt. 2009 bis 2011 hielt er die Leverhulme Emeritus Fellowship. 2010 wählte die American Society of Mammalogy Racey zum Ehren-Fellow. 2015 wurde Racey zum Ehrenmitglied auf Lebenszeit des Bat Conservation Trust gewählt.

## Bibliografie (Auswahl)

### Bücher
- 1973: Small mammals (mit Irene Hawkins)
- 1997: Current status of vertebrates and trends in vertebrate biodiversity in Scotland
- 2009: Island bats: evolution, ecology, and conservation (mit Theodore H. Flemming)

### Kapitel
- 2002: Habitat Management for Natterer's Bat. Myotis nattereri; in The Bat Conservation Trust for Mammals Trust UK
- 2003: Conservation Ecology (mit A. C. Entwistle); in Bat Ecology von T. H. Kunz und M. B. Fenton

### Artikel
- 2001: Effect of acoustic clutter on prey detection by bats, in Nature. 414
- 2002: A review of the global conservation status of bats, in Oryx. 36
- 2002: Gleaning as a foraging strategy in Natterer's bat Myotis nattereri, in Behavioral Ecology and Sociobiology
- 2003: Discovery of the Bartica bat Glyphonyyceteris daviesi, in Acta Chiropterologica
- 2003: The effects of illuminating the roost entrance on the emergence behaviour of Pipistrellus pipistrellus, in Biological Conservation
- 2005: Rabies in Bats in Britain, in Biologist No. 52
- 2005: Field discrimination between lesser short-nosed fruit bat (Cynoptera brachyotis Muller, 1938) and Greater short-nosed fruit bat (Sphinx vahl 1797) (Chirooptera pteropodidae) in South East Thailand. in History Bulletin of The Siam Society